# Wilhelm Gyllenskepp
Wilhelm Gyllenskepp, född den 19 september 1677 i Stockholm, död den 9 februari 1755 i Karlskrona, var en svensk sjömilitär. Han var son till Wilhelm Hansson, adlad Gyllenskepp, och bror till Hans Gyllenskepp. 
Gyllenskepp blev lärstyrman vid amiralitetet 1692, arklimästare 1696, konstapel 1697, underlöjtnant 1700 och överlöjtnant 1703. Han erhöll konfirmationsfullmakt på sin befordran 1707 och blev extra kapten 1709. Gyllenskepp bidrog i juni 1710 genom det att han kunde tala danska till danska handelsfartygs uppbringande. Han blev amiralitetskapten samma år med konfirmationsfullmakt 1712. Gyllenskepp blev kommendör vid amiralitetet 1715 och schoutbynacht 1740. Han uppfördes sistnämnda år på riksrådsförslag. Gyllenskepp blev befälhavare över Göteborgseskadern 1743 och befordrades till viceamiral 1747. Han blev riddare av Svärdsorden 1749.